# Telavivský distrikt
Telavivský distrikt (hebrejsky מחוז תל אביב‎, mechoz Tel Aviv) je jedním z šesti izraelských distriktů.

## Demografie
Jeho správním centrem je Tel Aviv a metropolitní oblast tvořená distriktem se jmenuje Guš Dan. Ke konci roku 2014 zde žilo 1 350 000 obyvatel, z nichž 1 330 600 (98,6 %) jsou Židé a „ostatní“ a 19 400 (1,4 %) jsou Arabové.

## Administrativní dělení
| města | místní rady                            | oblastní rady          |
| --- | -------------------------------------- | ---------------------- |
| - Bat Jam בת ים - Bnej Brak בני ברק - Giv'atajim גבעתיים - Herzlija הרצליה - Cholon חולון - Kirjat Ono קרית אונו - Or Jehuda אור יהודה - Ramat Gan רמת גן - Ramat ha-Šaron רמת השרון - Tel Aviv-Jaffa תל אביב-יפו | - Azor אזור - Kfar Šmarjahu כפר שמריהו | - Ef'al (zrušená) אפעל |

## Velikost měst
| pořadí | název města    | počet obyvatel (2014) | plocha (km²) | datum založení | povýšení na město |
| ------ | -------------- | --------------------- | ------------ | -------------- | ----------------- |
| 1.     | Tel Aviv-Jaffa | 426 100               | 51,788       | 1909           | 1921              |
| 2.     | Cholon         | 187 300               | 18,927       | 1940           | 1950              |
| 3.     | Bnej Brak      | 178 300               | 7,343        | 1924           | 1950              |
| 4.     | Ramat Gan      | 150 900               | 13,229       | 1921           | 1950              |
| 5.     | Bat Jam        | 128 500               | 8,167        | 1926           | 1958              |
| 6.     | Herzlija       | 90 700                | 21,850       | 1924           | 1960              |
| 7.     | Giv'atajim     | 56 800                | 3,246        | 1922           | 1959              |
| 8.     | Ramat ha-Šaron | 44 000                | 16,792       | 1923           | 2002              |
| 9.     | Kirjat Ono     | 36 600                | 4,112        | 1939           | 1992              |
| 10.    | Or Jehuda      | 35 900                | 5,141        | 1949           | 1988              |